# میرای آکای
میرای آکای (انگلیسی: Miray Akay؛ زادهٔ ۱۷ ژوئیهٔ ۲۰۰۰) بازیگر اهل ترکیه است. وی از سال ۲۰۱۰ میلادی تاکنون مشغول فعالیت بوده‌است.
از فیلم‌ها یا برنامه‌های تلویزیونی که وی در آن نقش داشته‌است می‌توان به دختران آفتاب اشاره کرد.